# Mario Norfini

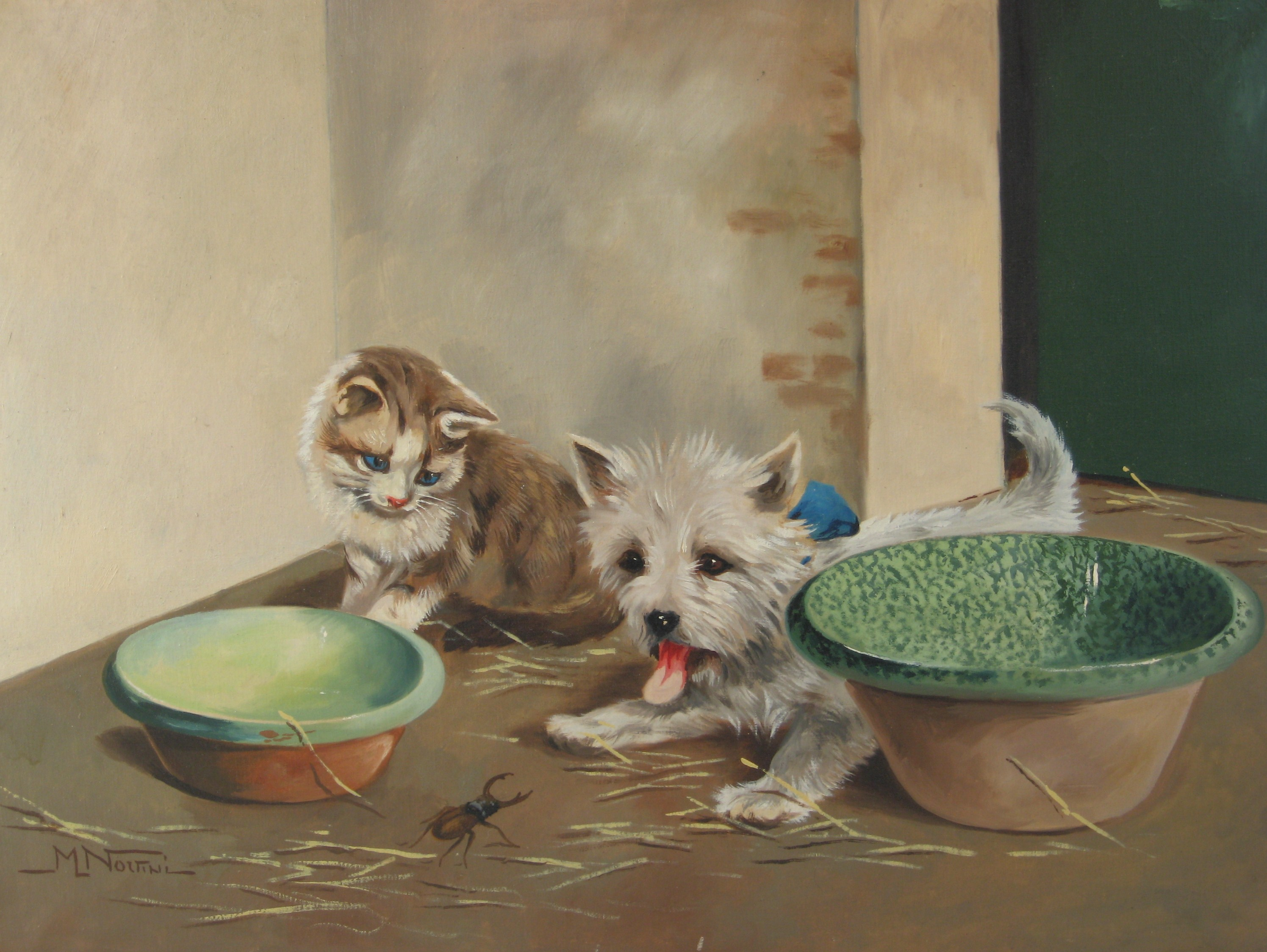
Olio su tela 50x70 cm Collezione privata

Mario Norfini (Pescia, 4 settembre 1870 – Milano, 7 aprile 1956) è stato un pittore italiano.

## Biografia
Figlio del famoso Luigi Norfini, frequentò il Reale Istituto di Belle Arti di Lucca, in cui tornò in veste di docente dopo il 1903. All'età di appena venti anni, trasferitosi a Genova, lavorò come domatore di leoni per il Circo Krone, dove si esibiva una trapezista di cui era innamorato.
Tornato in Toscana intraprese la carriera di pittore e illustratore. Il suo stile, pur partendo dalla tradizione verista dell'800, si allontanò da quello del padre Luigi rigidamente legato ai canoni del verismo, e Mario aderì allo stile Liberty. Nel 1902 a Viareggio si dedicò alla realizzazione di dipinti, decorazioni e affreschi, le sue opere abbellirono i più esclusivi locali dell’epoca come il famoso Gran Caffè Margherita, il ristorante “Eolo” e lo stabilimento balneare Nettuno. Nel 1903 vinse il primo premio al Carnevale di Viareggio per la realizzazione del carro chiamato Il Telegrafo Marconi, in onore di Guglielmo Marconi. 
Negli anni a venire diventò amico di Giacomo Puccini, al quale faceva spesso visita alla villa di Torre del Lago. Nel 1908, trasferitosi a Milano, continuò la carriera di pittore e illustratore autore di una quantità enorme di cartoline, infatti agli inizi del Novecento la cartolina illustrata divenne il nuovo strumento di comunicazione, paragonabile all'odierno internet, milioni di persone si scambiavano auguri e saluti da un luogo all'altro del pianeta. La produzione di Mario Norfini in questo campo fu enorme spaziando dall’illustrazione augurale alla satira politica, dal soggetto umoristico alla scena venatoria per finire con la propaganda patriottica, i suoi soggetti prediletti furono i bambini e gli animali. Si può considerare uno dei padri del fumetto, lavorò come fumettista per il Corriere della Sera e per il Corriere dei Piccoli, creando vignette e personaggi di fantasia come Biribì e Porcellino. Nel secondo dopoguerra la sua produzione si concentrò sulla realizzazione di acquarelli con soggetti a carattere animalista e venatorio che metteva in conto vendita presso negozi di amici e armerie o presso la sua abitazione, parallelamente impartiva lezioni private agli studenti degli istituti artistici di Milano e Torino. Si sposò con Giulia Lencioni, dalla quale ebbe un figlio di nome Luigi. Trascorse il resto della vita a Milano continuando a dipingere fino al giorno della sua morte.
Numerose le mostre postume: nel 2007 a Roma, nel 2009 a Jesolo, nel 2010 a Pescia (PT) presso la Gipsoteca “Libero Andreotti”.